# Катберт, Элиша
Эли́ша Энн Ка́тберт (англ. Elisha Ann Cuthbert; род. 30 ноября 1982, Калгари, Альберта) — канадская актриса и модель. Известна как бывшая соведущая канадского телесериала для детей «Популярная механика для детей», а также по фильмам «Дрянная девчонка», «Похищение», «Соседка», «Дом восковых фигур», «Душа тишины» и ролью Ким Бауэр в телесериале «24». В 2011—2013 годах она играла одну из главных ролей в ситкоме «Счастливый конец».

## Биография
Элиша Катберт родилась в Калгари, Альберта, в семье Кевина, автомобильного инженера-конструктора, и Патрисии, домохозяйки. У неё есть брат Джонатан и сестра Ли-Энн.
Выросла в городе Гринфилд-Парк, недалеко от Монреаля, Квебек, в 2000 году окончила Сентенниальскую среднюю школу и в 17-летнем возрасте переехала в Лос-Анджелес, чтобы продолжить актёрскую карьеру.
С 9 лет начала работать моделью для различных линий детской одежды. Впервые появилась на телевидении в детском хоррор-шоу «Боишься ли ты темноты?» в эпизодической роли, затем она стала постоянной участницей этого шоу. Также она стала соведущей в шоу «Популярная механика для детей», которое снималось в Монреале. Её участие в телешоу привлекло внимание первой леди США Хиллари Клинтон, которая пригласила её в Белый Дом.
Катберт сыграла свою первую роль в кино в семейной драме «Танцуя на Луне» (1997). Она также снялась в нескольких канадских фильмах на семейную тему, в триллере «Воздушная скорость» и американо-канадской подростковой политической комедии «Советник президента» (2000). Сыграла главную роль в канадском телефильме «Счастливая девочка» (2001), за которую получила премию «Джемини».
Вскоре после её переезда в Лос-Анджелес она прошла пробы на роль Ким Бауэр, дочери федерального агента Джека Бауэра в телесериале «24». Она появилась в первых трёх сезонах телесериала, но не в четвёртом, также она снялась в качестве приглашённой звезды в двух эпизодах пятого сезона. Снялась в пяти эпизодах седьмого сезона и в двух эпизодах восьмого сезона.
Катберт пробовалась на роль Мери-Джейн Уотсон в фильме «Человек-паук», но роль досталась Кирстен Данст. Она начала свою карьеру в Голливуде с маленьких ролей в фильмах «Реальная любовь» и «Старая закалка» (2001).
В следующем фильме «Соседка» она получила свою первую главную роль в Голливуде. У актрисы были сомнения по поводу съёмок в фильме, но режиссёр Люк Гринфилд не оставлял её в покое. Во время подготовки к съёмкам Катберт разговаривала с настоящими порноактрисами.
В следующем фильме «Дом восковых фигур» Катберт сыграла главную роль вместе с Пэрис Хилтон и Чад Майклом Мюрреем. Фильм был разгромлен критиками, но они отметили, что Катберт сыграла свою роль хорошо.
Также в 2005 году Катберт сыграла роль вокалистки группы Weeze в музыкальном видео рок-группы из Лос-Анджелеса Weezer на песню Perfect Situation.
Следующим проектом Катберт стал фильм «Душа тишины», где она не только стала исполнительницей главной роли, но и стала сопродюсером. В фильме она сыграла темпераментную 17-летнюю девушку-чирлидера, которая пострадала от сексуальных домогательств.
В 2007 году Катберт появилась в фильме «Похищение», в котором психопат похитил модель и держал её в неволе, за эту роль она была номинирована на антипремию «Золотая малина» как худшая актриса. Также в этом году она снялась в фильме «Он был тихоней» с Кристианом Слейтером.
В 2008 году Катберт появилась в фильме «Дрянная девчонка», ремейке корейского фильма, где сыграла главную роль с Джесси Бредфордом. Её следующим фильмом стала семейная комедия «Шесть жён Генри Лефэя» с Тимом Алленом, где сыграла его дочь. Также она снялась в канадском мини-сериале Guns. Элиша озвучила голос Клео в анимационном фильме «Рассказ кота», действие которого происходит в цивилизованном мире собак и кошек.
В 2010 году Катберт сыграла Максин Денвер в сериале «Забытые».

## Личная жизнь
С 6 июля 2013 года замужем за канадским хоккеистом Дионом Фанёфом, с которым она встречалась пять лет до свадьбы. У супругов есть дочь — Зафайр Фанёф (род. 21.12.2017).
Катберт — хоккейный болельщик и обладатель сезонного билета на матчи команды «Лос-Анджелес Кингз». В 2005 году она завела блог на сайте НХЛ, хотя не пишет туда часто. Также встречалась с бывшим игроком «Лос-Анджелес Кингз» Шоном Эйвери.
Катберт регулярно появлялась в ежегодных списках самых сексуальных женщин журналов FHM Maxim. Она заняла #9 в 2003, #10 в 2004, #5 в 2005, #22 в 2006, #10 в 2007 и #7 в 2009 в списке британского издания журнала Maxim. Американское издание поместило её на #53 в 2003, #63 в 2004, и #54 в 2006. В 2006 году она заявила, что не будет сниматься голой для ролей в кино и журналов, и использует дублёрш там, где это возможно, потому что «хочет оставить кое-что себе».

## Фильмография

### Кино
| Год  | Название на русском       | Название на английском      | Роль              | Примечания                             |
| ---- | ------------------------- | --------------------------- | ----------------- | -------------------------------------- |
| 1997 | Танцуя на Луне            | Dancing on the Moon         | Сара              | Премьера в Канаде 23 февраля 1998 года |
| 1998 | Нико-Единорог             | Nico the Unicorn            | Кэролин Прайс     | Премьера в США 1998 году               |
| 1998 | Воздушная скорость        | Airspeed                    | Николь Стоун      | Премьера в мире 29 января 1999 года    |
| 1999 | Время превыше всего       | Time at the Top             | Сьюзен Шоусон     | Премьера в США 17 января 1999 года     |
| 1999 | Кто в доме хозяин?        | Who Gets the House?         | Эмилия Риис       | Премьера в США 1999 году               |
| 2000 | Предание                  | Believe                     | Катрин Винслоу    | Премьера в мире 22 марта 2000 года     |
| 2000 | Советник президента       | Mail to the Chief           | Мэдисон Осгуд     | Премьера в США 2 апреля 2000 года      |
| 2001 | Счастливая девочка        | Lucky Girl                  | Кэтлин Палмертсон | Получила награду Гемини                |
| 2003 | Реальная любовь           | Love Actually               | Кэрол-Анн         |                                        |
| 2003 | Старая закалка            | Old School                  | Дарси Голдберг    |                                        |
| 2004 | Соседка                   | The Girl Next Door          | Даниэль           | Женский прорыв года (MTV Movie Awards) |
| 2005 | Дом восковых фигур        | House of Wax                | Карли Джонс       |                                        |
| 2006 | Душа тишины               | The Quiet                   | Нина Дир          |                                        |
| 2007 | Похищение                 | Captivity                   | Дженифер Три      |                                        |
| 2007 | Он был тихоней            | He Was a Quiet Man          | Ванесса           |                                        |
| 2007 | Дрянная девчонка          | My Sassy Girl               | Джордан Роарк     | Премьера в РФ 31 июля 2008 года        |
| 2008 | Рассказ кота              | Cat Tale                    | Клео              | Голос (озвучка)                        |
| 2009 | Шесть жён Генри Лефэя     | Six Wives of Henry Le Fay   | дочь Генри Лефэя  |                                        |
| 2009 | Нью-Йорк — Лондон         | Ny-Lon                      | Эди               |                                        |
| 2014 | Прежде чем я уйду         | Just Before I Go            | Пенни             |                                        |
| 2016 | Вышибала: Эпический замес | Goon: Last of the Enforcers | Мэри              |                                        |
| 2022 | Заклятье: Спуск к дьяволу | The Cellar                  | Кира Вудс         |                                        |
| 2022 | Бандит                    | Bandit                      | Andrea            |                                        |

### Телевидение
| Год       | Название на русском           | Название на английском      | Роль          | Примечания                          |
| --------- | ----------------------------- | --------------------------- | ------------- | ----------------------------------- |
| 1997—2000 | Популярная механика для детей | Popular Mechanics for Kids  | Элиша         |                                     |
| 1999—2000 | Боишься ли ты темноты?        | Are You Afraid of the Dark? | Меган         | Премьера в мире 6 февраля 1999 года |
| 1999—2011 | Гриффины                      | Family Guy                  | New Bedford   | 9 сезонов                           |
| 2008      | Guns (тв-сериал)              | Guns                        | Фрэнсис Детт  | Релиз на DVD 9 июня 2009            |
| 2001—2003 | Ларго (телесериал)            | Largo Winch                 | Abbey         | 1,2 сезоны                          |
| 2001—2003 | 24 часа (тв-сериал)           | 24                          | Ким Бауэр     | 1,2,3 сезоны                        |
| 2005      | 24 часа (тв-сериал)           | 24                          | Ким Бауэр     | 5 сезон                             |
| 2008—2009 | 24 часа (тв-сериал)           | 24                          | Ким Бауэр     | 7,8 сезоны                          |
| 2010      | Забытые (тв-сериал)           | The Forgotten               | Maxine Denver | 1 сезон                             |
| 2011—2013 | Счастливый конец (тв-сериал)  | Happy Endings               | Alex          | 1,2,3 сезоны                        |
| 2015      | Одно большое счастье          | One Big Happy               | Лизи          | 1 сезон                             |
| 2016—2017 | Ранчо (тв-сериал)             | The Ranch                   | Эбби          | 1, 2 сезоны                         |